# Ángel Zaldívar
Ángel Zaldívar Caviedes (ur. 8 lutego 1994 w Guadalajarze) – meksykański piłkarz występujący na pozycji napastnika, reprezentant Meksyku, od 2024 roku zawodnik Juárez.

## Kariera klubowa
Zaldívar pochodzi z Guadalajary i jest wychowankiem akademii juniorskiej tamtejszego klubu Chivas de Guadalajara. Do pierwszej drużyny został włączony jako dziewiętnastolatek przez szkoleniowca Benjamína Galindo i w Liga MX zadebiutował 28 kwietnia 2013 w przegranym 1:2 spotkaniu z Querétaro. Premierowego gola w najwyższej klasie rozgrywkowej strzelił natomiast 27 lipca tego samego roku w zremisowanej 1:1 konfrontacji z Chiapas, lecz przez kolejne miesiące pełnił wyłącznie rolę rezerwowego. Wobec tego w styczniu 2015 udał się na wypożyczenie do drugoligowego Deportivo Tepic, gdzie spędził pół roku, notując regularne występy. Po powrocie do Chivas, w jesiennym sezonie Apertura 2015, zdobył puchar Meksyku – Copa MX, zaś w 2016 wywalczył krajowy superpuchar – Supercopa MX.
| Sezon     | Klub                  | Kraj   | Rozgrywki  | Mecze | Bramki |
| --------- | --------------------- | ------ | ---------- | ----- | ------ |
| 2012/2013 | Chivas de Guadalajara | Meksyk | Liga MX    | 1     | 0      |
| 2013/2014 | Chivas de Guadalajara | Meksyk | Liga MX    | 15    | 1      |
| 2014/2015 | Chivas de Guadalajara | Meksyk | Liga MX    | 4     | 0      |
| 2014/2015 | Deportivo Tepic       | Meksyk | Ascenso MX | 10    | 3      |
| 2015/2016 | Chivas de Guadalajara | Meksyk | Liga MX    | 23    | 3      |
| 2016/2017 | Chivas de Guadalajara | Meksyk | Liga MX    |       |        |

## Kariera reprezentacyjna
W 2014 roku Zaldívar został powołany przez trenera Raúla Gutiérreza do reprezentacji Meksyku U-23 na Igrzyska Ameryki Środkowej i Karaibów w Veracruz. Tam był jednym z ważniejszych graczy swojej ekipy – wystąpił w czterech z pięciu możliwych spotkań, z czego w trzech w wyjściowym składzie, dwukrotnie wpisując się na listę strzelców – w fazie grupowej z Hondurasem (5:2) oraz w finale z Wenezuelą (4:1). Jego kadra, pełniąca wówczas rolę gospodarzy, triumfowała wówczas w męskim turnieju piłkarskim, zdobywając złoty medal. W 2015 roku znalazł się w składzie na prestiżowy towarzyski Turniej w Tulonie, podczas którego rozegrał wszystkie cztery mecze, zaś Meksykanie zajęli trzecie miejsce w grupie, nie kwalifikując się do fazy pucharowej. Miesiąc później wziął udział w Igrzyskach Panamerykańskich w Toronto, gdzie pełnił rolę kluczowego zawodnika zespołu, rozgrywając wszystkie pięć meczów w wyjściowym składzie i strzelił gola w półfinale z Panamą (2:1). Jego zespół dotarł ostatecznie do finału, w którym przegrał z Urugwajem (0:1) i tym samym zdobył srebrny medal igrzysk.
W seniorskiej reprezentacji Meksyku Zaldívar zadebiutował za kadencji selekcjonera Juana Carlosa Osorio, 6 września 2016 w zremisowanym 0:0 meczu z Hondurasem w ramach eliminacji do Mistrzostw Świata 2018.